# Brumăriță brună
Brumărița brună (Prunella fulvescens) este o pasăre cântătoare mică din ordinul paseriformelor, familia Prunellidae. Se găsește în Afghanistan, China, India, Kazakhstan, Mongolia, Nepal, Pakistan, Rusia, Tajikistan, Turkmenistan și Uzbekistan. 

## Galerie

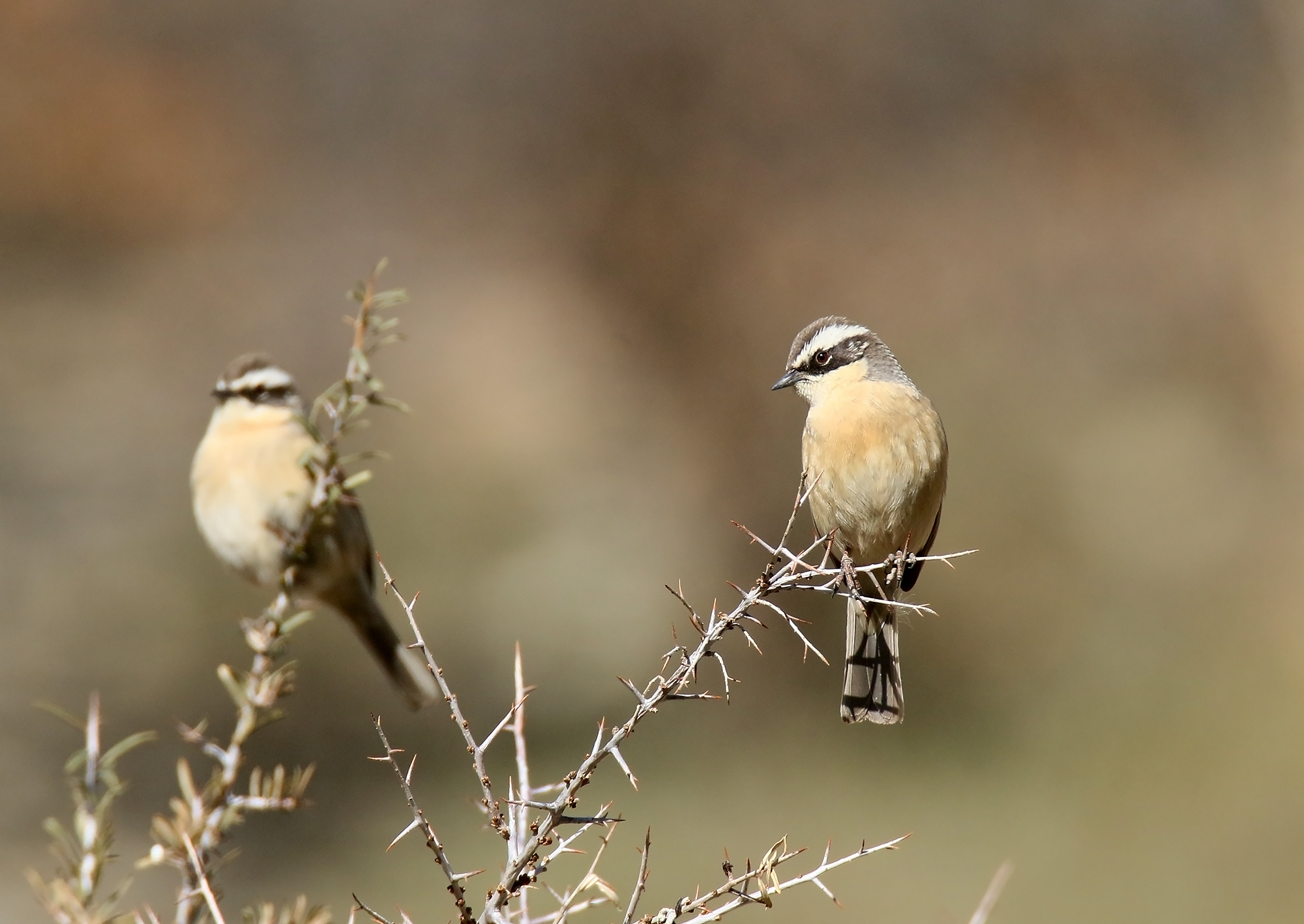
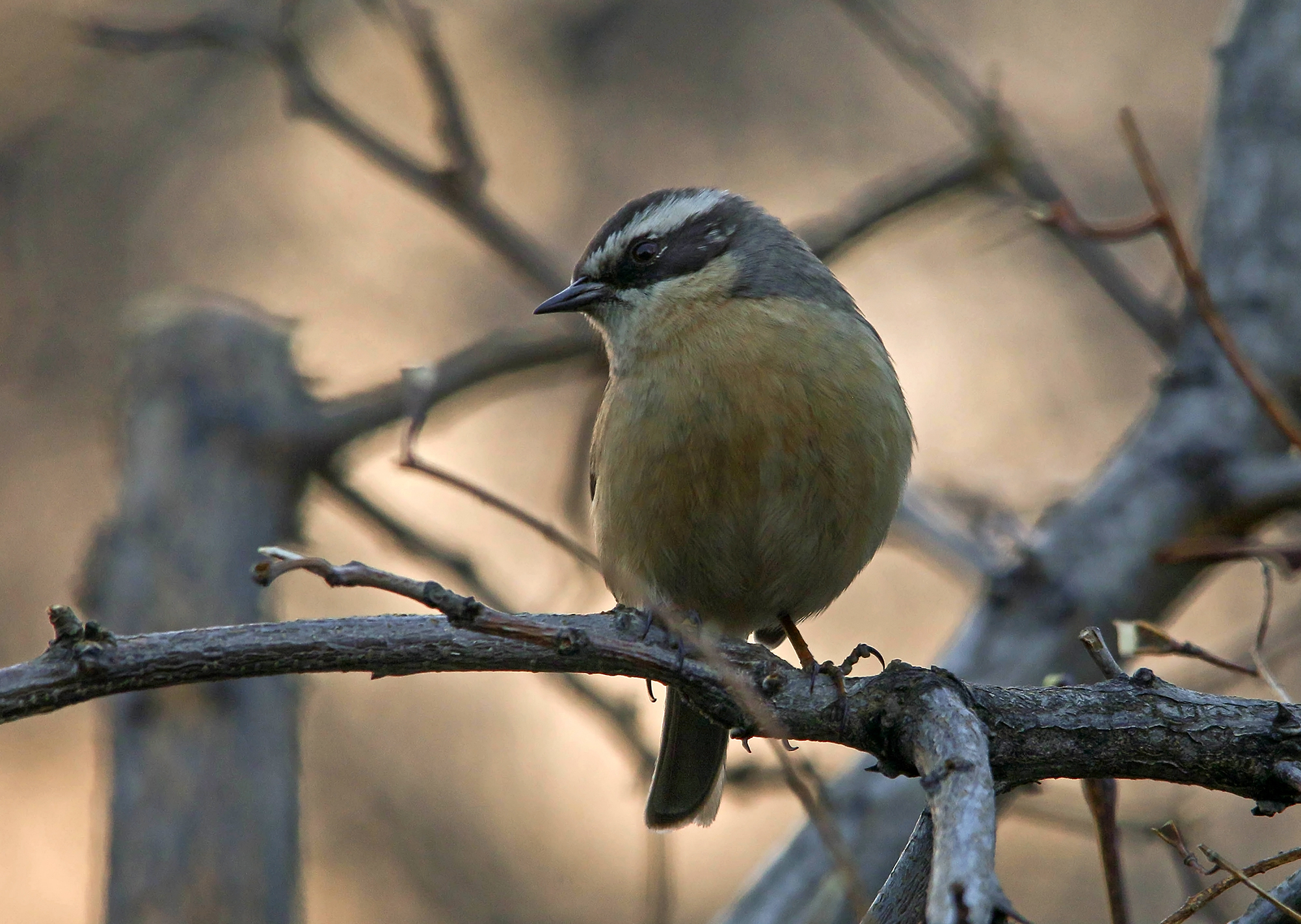
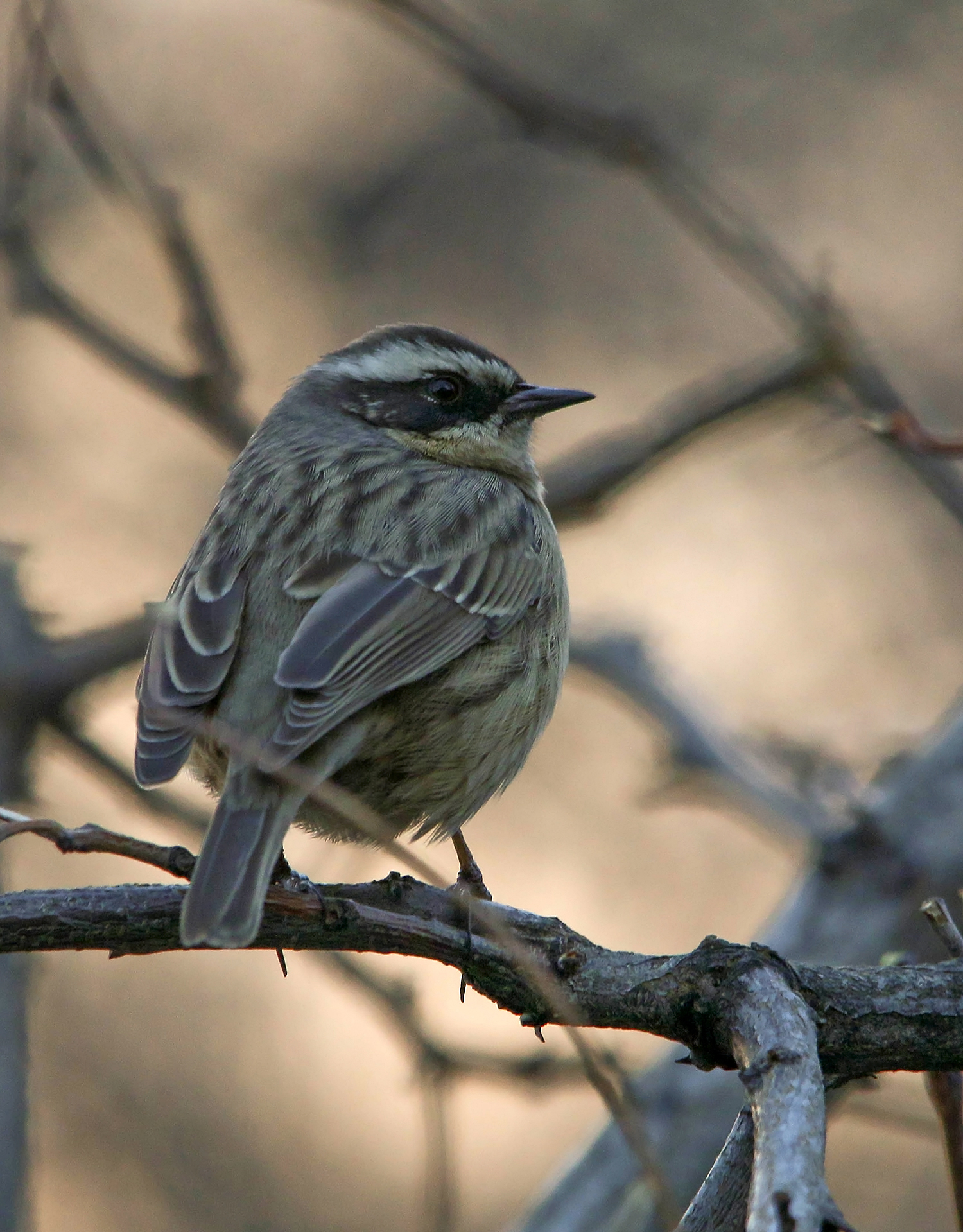
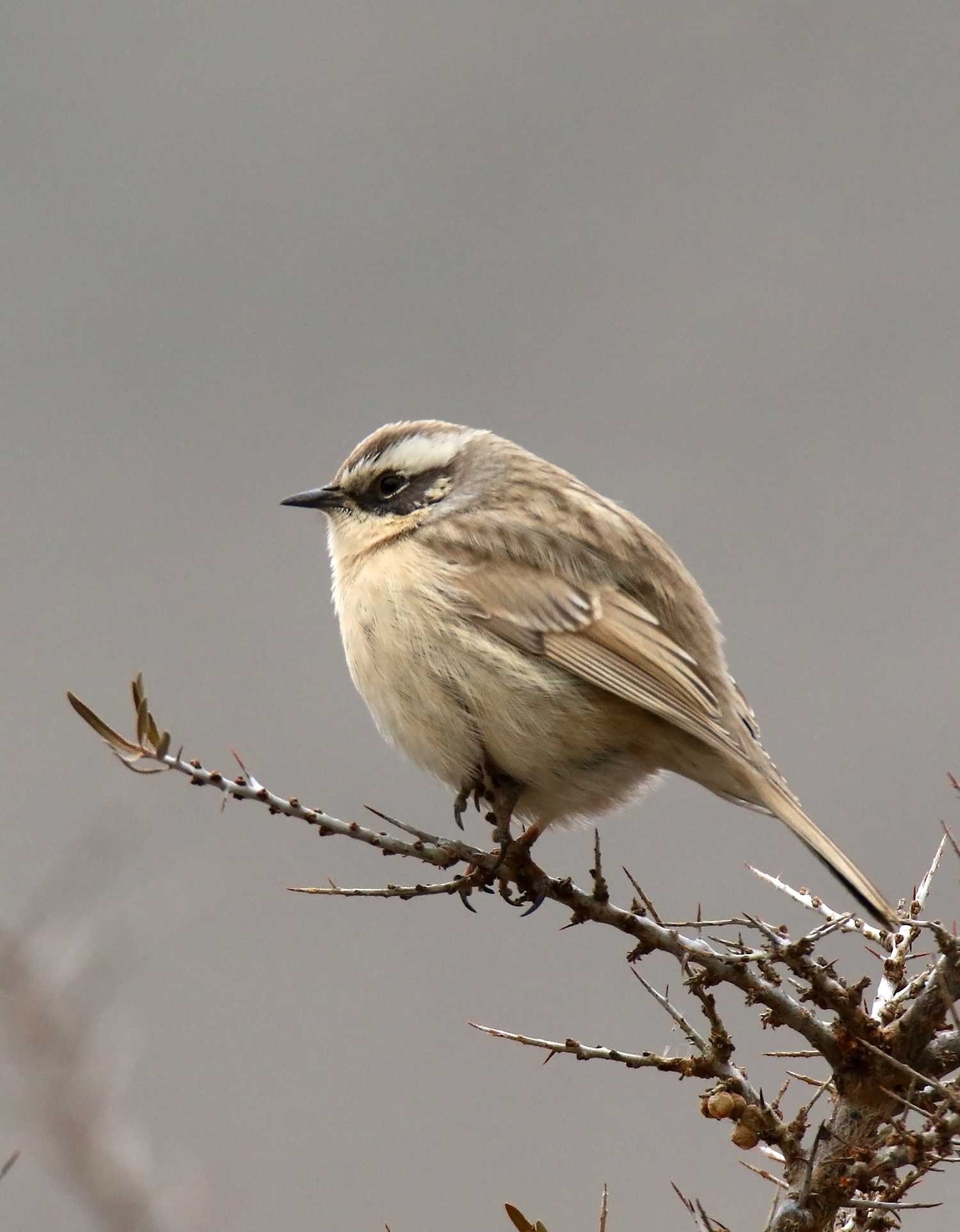
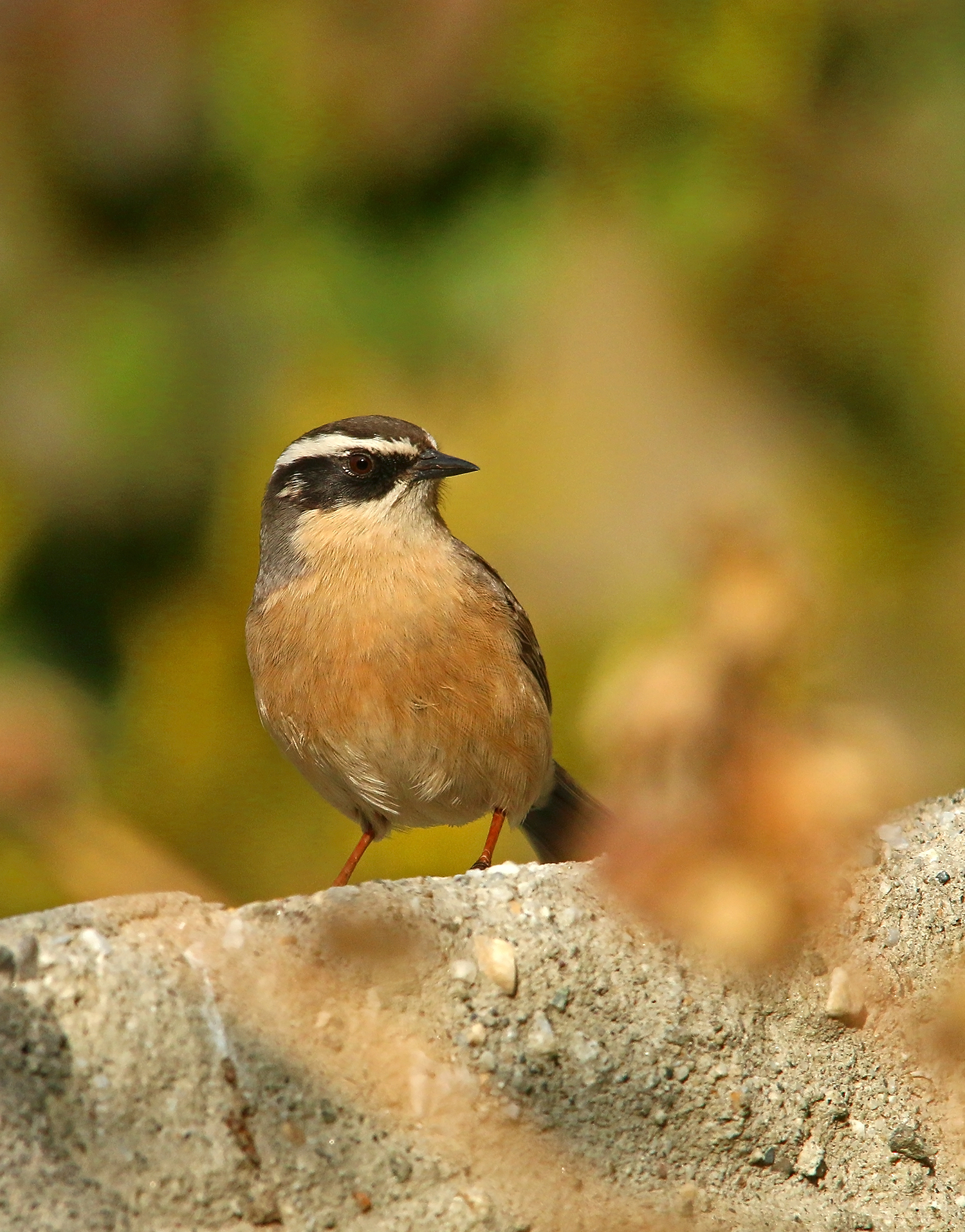